# Bozânta Mică, Maramureș
Bozânta Mică (în maghiară: Kisbozinta) este un sat în comuna Recea din județul Maramureș, Transilvania, România.

## Istoric
Prima atestare documentară: 1405 (Bozincha). 

## Etimologie
Etimologia numelui localității: din Bozânta (din n.fam. Boz) + determinantul Mică (începând cu anul 1800). 

## Demografie
La recensământul din 2011, populația era de 396 locuitori. 

## Note

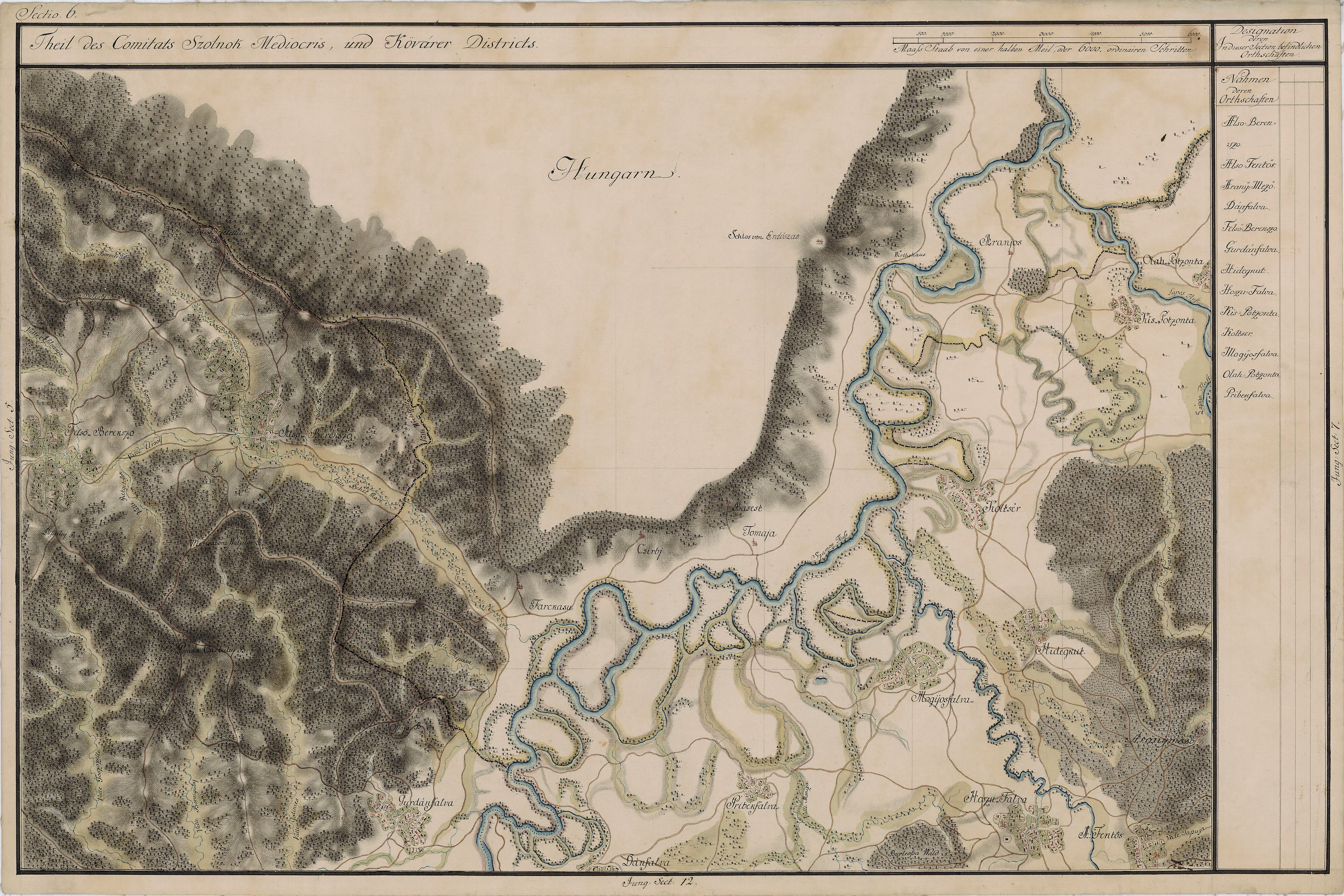
Bozânta Mică în Harta Iosefină a Transilvaniei